# デヴィッド・ペルティエ
デヴィッド・ペルティエ（フランス語: David Pelletier、1974年11月22日 - ）は、カナダ出身の男性フィギュアスケート選手。2002年ソルトレイクシティオリンピックペア金メダリスト。2001年世界フィギュアスケート選手権ペアチャンピオン。パートナーは元妻でもあるジェイミー・サレー。

## 経歴
- ノービス、ジュニア時代はジュリー・ラポルテとペアを組み、カナダフィギュアスケート選手権のノービスクラス、ジュニアクラスで優勝を飾る。1993年世界ジュニアフィギュアスケート選手権では7位。
- 1993-1994年シーズンよりアリソン・ゲイラーとペアを組み、1995年にはカナダフィギュアスケート選手権で男子シングルにも出場するが、ペアもシングルも成績は残せなかった。
- 1997-1998年シーズンにはキャロライン・ロイとペアを組むもすぐにペアを解消。
- 1998-1999年シーズンよりジェイミー・サレーとペアを組む。
- 2000年、カナダフィギュアスケート選手権と四大陸フィギュアスケート選手権で優勝を果たす。
- 2001年世界フィギュアスケート選手権優勝。
- 2002年ソルトレイクシティオリンピックでは、一度は銀メダルとなったがその後不正スキャンダルに発展。金メダルを獲得したエレーナ・ベレズナヤ&アントン・シハルリドゼ組とともにペア競技2つ目の金メダルを獲得する。
- 2002年ソルトレークシティオリンピック後に現役引退、現在はプロスケーターとして活動している。

## 主な戦績
| 大会/年            | 1998-1999 | 1999-2000 | 2000-2001 | 2001-2002 |
| ------------------ | --------- | --------- | --------- | --------- |
| オリンピック       |           |           |           | 1         |
| 世界選手権         |           | 4         | 1         |           |
| 四大陸選手権       |           | 1         | 1         |           |
| カナダ選手権       | 2         | 1         | 1         | 1         |
| GPファイナル       |           | 5         | 1         | 1         |
| GPスケートアメリカ |           | 1         | 1         | 1         |
| GPスケートカナダ   | 3         |           | 1         | 1         |
| GPスパルカッセン杯 |           | 2         |           |           |
| GPラリック杯       |           |           | 2         |           |
| GP NHK杯           | 3         |           |           |           |

戦績はジェイミー・サレーと組んで以降。